# Várbalog
Várbalog (deutsch Haidstall) ist eine Gemeinde im Komitat Győr-Moson-Sopron in Nordwest-Ungarn, direkt an der Grenze zu Österreich (Halbturn) und nahe der Slowakei. Die Gemeinde liegt gut 15 Kilometer westlich von der Stadt Mosonmagyaróvár entfernt und hat eine Fläche von 22,7 km².
Zur Gemeinde gehört der Weiler Albertkázmérpuszta (deutsch Albert-Kasimir-Hof), welcher sich direkt an der Grenze befindet.

## Geschichte
Die Gemeinde wurde im Jahr 1250 erstmals urkundlich erwähnt.

## Sehenswürdigkeiten
- Römisch-katholische Kirche Szentlélek, erbaut 1897, Neugotik